# جی.زد. نایت
جی. زد. نایت (انگلیسی: J. Z. Knight؛ زادهٔ ۱۶ مارس ۱۹۴۶)، مؤلف، اهل ایالات متحده آمریکا است. وی از سال ۱۹۷۷ میلادی تاکنون مشغول فعالیت بوده‌است.